# Ślęzawa trójwrębna
Ślęzawa trójwrębna (Malope trifida L.) – gatunek rośliny jednorocznej z rodziny ślazowatych.  Uprawiana jest jako roślina ozdobna.

## Morfologia
Roślina zielna. Wysokość 100 do 120 centymetrów. Ma duże, ozdobne kwiaty (średnica 5 do 8 cm). Kwitnie od lipca do października.